# Zdżary
Zdżary (daw. Żdżary) – wieś w Polsce położona w województwie podkarpackim, w powiecie ropczycko-sędziszowskim, w gminie Ostrów}.
| SIMC    | Nazwa  | Rodzaj    |
| ------- | ------ | --------- |
| 0658395 | Bór    | część wsi |
| 0658403 | Wołowa | część wsi |

W latach 1975–1998 miejscowość administracyjnie należała do województwa rzeszowskiego.
W gminie Ostrów jest też osada leśna Zdżary.